# Melanowo (województwo pomorskie)
Melanowo – osada w Polsce położona w województwie pomorskim, w powiecie chojnickim, w gminie Chojnice.
Miejscowość położona przy szlaku zawieszonej obecnie linii kolejowej Chojnice-Sępólno Krajeńskie-Więcbork, wchodzi w skład sołectwa Ogorzeliny.
W latach 1975–1998 miejscowość administracyjnie należała do województwa bydgoskiego.

## Historia
Melanowo opisano w XIX wieku jako  dobra szlacheckie w  powiecie chojnickim o powierzchni łącznej  418,08 ha.  Najbliższa stacja pocztowa w Wierzchowie, parafia katolicka w Ogorzelinach, ewangelicka w Chojnicach. W  roku 1868 spisano 18 budynków w tym: 8 domów mieszkalnych, 138 mieszkańców. Była to wówczas własność rodziny Wolszlegrów. Melanowo istnieje jako osobny majątek dopiero od r. 1854. Do Melanowa należy folwark Melanówka.